# 流産
流産（りゅうざん、英: spontaneous abortion, miscarriage）は、胎児が月満たずに死亡して誕生し、妊娠の継続が停止することを指す。半産（はんざん）とも呼ぶ。
ここでは人工的に中絶手術をしていないのにおこる自然妊娠中絶という意味の「流産」について記述する。

## 疫学
周産期医療の発達した2009年現在も24週未満の早産は予後不良な場合が多い。流産では12週未満に起こった場合は染色体異常が原因のことが多く早期流産という。また12週以降では羊膜絨毛膜炎が原因であることが多い。自然流産の発生頻度は15%程度である。そのため3回以上流産をする確率は0.5%未満であると考えられ、3回以上の流産が連続する習慣流産では何らかの異常が疑われ精査が必要となる。

## 加齢と自然流産
周40歳以上では自然流産の確率は25%と高くなる。これは子宮内の胎児が染色体異常である頻度が高くなるためであり、羊水の性状とは関係はないと考えられている。精子も約1割染色体異常があるが、精子は約80日で新しく作られて億単位で射精される。そのため、億単位の競争に勝ち抜けて卵子に一番乗りする精子は最も元気なものなので、精子の染色体異常の原因の流産はほぼ無いと結論づけられている。卵子の染色体異常が、胎芽・胎児の染色体異常に直結するが、健康な若い女性でも排卵された卵子の25％に染色体異常がある。しかし、加齢につれて卵子も老化するため、年齢と共に胎児の染色体異常率は上がるため高齢妊娠では不妊や流産の確率が高い。流産の原因には母体側の病気が原因で起きる「不育症」と、胎児側の染色体異常による「自然淘汰」の2つがある。流産の原因の8割は胎児の染色体異常による自然淘汰である。
少量の性器出血、軽度の下腹部痛を呈し、内子宮口が未開大である場合は切迫流産の可能性が高い。性器出血に加え、陣痛様の下腹部痛を呈し、内診にて子宮口の開大が認められる場合は進行流産を疑う。切迫流産の場合は妊娠の継続が可能な場合もあるので安静、臥床とし16週以降で子宮の収縮が認められる場合は子宮収縮抑制薬を使用する。これらの治療は医療機関で行われるのが通常である。進行流産の場合は妊娠の継続は不可能と考えられており、子宮内容除去の適応となる。それ以外に無症状だが経腟超音波検査にて枯死卵を認める場合を稽留流産といい、これも子宮内容除去の適応となる。40歳以上で染色体異常が起こりやすい理由は発生学によって解明されている。女性の生殖細胞は、胎生期の原始生殖細胞が卵祖細胞そして卵母細胞に分化することで生じる。胎生期に卵母細胞は有糸分裂を繰り返し、最大で700万個まで増殖する。全ての卵母細胞は第一次減数分裂の前期である複糸期に細胞周期を固定される。このメカニズムは卵巣上皮より分化した卵胞細胞によって説明されている。卵胞細胞は卵子成熟抑制物質を分泌し、思春期即ちGnRHの周期的な分泌が開始されるまで卵母細胞が第一次減数分裂を終了しないようにしている。排卵される卵母細胞は、排卵前に第一次減数分裂を終了し、すぐに第二次減数分裂を開始する。しかし紡錘体形成以後は受精しない限り進行しないとされている。加齢を重ねると、それだけ卵母細胞が減数分裂の途中である複糸期で固定されている時間が長くなる。この間に物理的、化学的刺激によって染色体、遺伝子に異常が生じるため流産が起こりやすくなると考えられている。
実際には加齢によって卵母細胞に異常が生じていると、受精、着床が不可能な場合も出てくる。この場合、妊娠自体しないことで不妊の状態となり、流産とカウントされない。よって一般に加齢を重ねると妊娠もしにくく、流産もしやすく、胎児に影響も出やすいといえる。24歳以下の流産率は16.7%、25-29は11%、30-34は35-39は20.7%、40歳以上は41.3%である。流産の確率は35歳以上になると急激に上昇し、40-44の妊娠では51％が流産する。

## 原因

### 母体
- 母体の高齢化[3]
- 感染症
- 子宮の異常（子宮頸管無力症、子宮奇形、子宮筋腫など）
- 黄体機能不全、高プロラクチン血症
- 内分泌疾患

### 胎児
- 染色体の異常[2]
- 遺伝子病

### 夫婦間因子
- 免疫異常（免疫応答の異常など）
- 血液型不適合

## 種類

### 切迫流産(Threatened abortion)
- 概念：流産が生じようとしている状態。流産になる場合と持ちこたえる場合とがある。子宮出血はあるが頸管は開大していない。
- 症状：軽度の下腹部の痛みと少量の性器出血
- 治療：安静を第一とし、塩酸リトドリン（子宮収縮抑制剤）、hCGの投与。目安として妊娠16週以降なら塩酸リドトリンを用い、それ以前なら安静臥床が第一である。
- 原因：絨毛膜下血腫、絨毛羊膜炎など

### 進行流産(Inevitable abortion)
- 概念：流産が生じ進行している状態。下腹部痛や出血が強く、頸管は開大しており保存的な治療は不可能なものである。
- 症状：下腹部の痛み、性器出血、子宮頚部の開大
- 治療：完全流産か不全流産かで異なる。

### 完全流産(Complete abortion)
- 概念：流産が生じ、子宮内容物が完全に娩出された状態。
- 症状：下腹部痛と性器出血の消失
- 治療：経過観察のみで済む場合が多い。

### 不全流産(Incomplete abortion)
- 概念：流産が生じたが、子宮内に残存物が残っている状態。
- 症状：下腹部の痛み、性器出血の持続
- 治療：子宮内容除去術、残存物が少ない場合は子宮収縮剤および抗生物質の投与

### 稽留流産(Missed abortion)
- 概念：子宮内で胎児が死亡している状態であるが、妊婦に症状が無いもの。
- 症状：自覚症状は無い。妊婦検診等で超音波検査によって発見される
- 治療：確定診断がついた段階で、子宮内容除去術を行うことが多い。

### 化学的流産(Chemical abortion)
- 概念：生化学的に妊娠の成立をみた（hCGが検出された。たとえば尿中hCG測定で50IU/l反応陽性）と診断されるが、超音波断層法により胎嚢などの妊娠に特有な所見が確認されず、しかも腹痛や子宮口開大などの流産兆候を伴うことなく月経様の出血をみた場合を呼ぶ。
- 症状：月経様の出血（人によっては激痛と血の塊が出てくることがある）
- 治療：経過観察

## 臨床像
- 習慣流産（反復流産）：連続3回以上流産を経験した場合。偶発的でない場合は不育症といい何らかの原因があると考えられる。特に絨毛膜下血腫が原因である場合は全身性エリテマトーデス (SLE) や抗リン脂質抗体症候群を疑うべきである。
- 化学的流産は、妊娠を意識して早い時期に尿検査などを試していなければ、同様の状態が本人も普通の月経としか認識していないうちに日常で起こっている場合もしばしばあり、通常は流産の回数に含めない。

## 転用
一度妊娠したものが出産に至らずに終わる、ということから転じて、物事や企画が中止になることを流産と呼ぶ用法が生まれたが、近年では余り用いられない。戦前の日本では、一度大命降下しながら諸般の事情で組閣できなかった場合に流産内閣と呼ぶ用法があった（清浦奎吾の「鰻香内閣」など）。